# Голдсборо (Меріленд)
Голдсборо (англ. Goldsboro) — місто (англ. town) в США, в окрузі Керолайн штату Меріленд. Населення — 211 особа (2020).

## Географія
Голдсборо розташоване за координатами 39°1′53″ пн. ш. 75°46′57″ зх. д. / 39.03139° пн. ш. 75.78250° зх. д. (39.031260, -75.782520).  За даними Бюро перепису населення США в 2010 році місто мало площу 1,94 км², з яких 1,92 км² — суходіл та 0,03 км² — водойми. В 2017 році площа становила 2,05 км², з яких 2,02 км² — суходіл та 0,03 км² — водойми.

## Демографія
Згідно з переписом 2010 року, у місті мешкало 246 осіб у 87 домогосподарствах у складі 69 родин. Густота населення становила 127 осіб/км².  Було 97 помешкань (50/км²).
Расовий склад населення:
| - 87,0 % — білих - 4,9 % — чорних або афроамериканців - 0,4 % — корінних американців - 7,3 % — осіб інших рас |

До двох чи більше рас належало 0,4 %. Частка іспаномовних становила 8,1 % від усіх жителів.
За віковим діапазоном населення розподілялося таким чином: 30,5 % — особи молодші 18 років, 54,9 % — особи у віці 18—64 років, 14,6 % — особи у віці 65 років та старші. Медіана віку мешканця становила 34,0 року. На 100 осіб жіночої статі у місті припадало 87,8 чоловіків;  на 100 жінок у віці від 18 років та старших — 92,1 чоловіків також старших 18 років.
Середній дохід на одне домашнє господарство  становив 60 685 доларів США (медіана — 58 750), а середній дохід на одну сім'ю — 58 694 долари (медіана — 70 208). Медіана доходів становила 34 375 доларів для чоловіків та 28 750 доларів для жінок. За межею бідності перебувало 15,5 % осіб, у тому числі 18,6 % дітей у віці до 18 років та 5,1 % осіб у віці 65 років та старших.
Цивільне працевлаштоване населення становило 83 особи. Основні галузі зайнятості: освіта, охорона здоров'я та соціальна допомога — 26,5 %, виробництво — 14,5 %, фінанси, страхування та нерухомість — 13,3 %.